# Bornemisza Farkas
Kápolnai Bornemisza Farkas (1506?– Bethlen, 1572. november eleje) az erdélyi fejedelmi tanács tagja, Fehér vármegye főispánja.

## Élete
Ifjúkorában a török ellen harcolt, Szakály Ferenc szerint "a végvárak táján jól csengett neve." 1539-ben Zrínyi Miklós alatt szolgált. Török fogságba került, de I. Szulejmán szultán átengedte Szapolyai Jánosnak. 1543-ban Pécs várvédőjeként megsebesült; lábadozása alatt Baranya és Tolna vármegyékben elhelyezkedő birtokai nagy részét a törökök foglalták el. Az addig I. Ferdinánd szolgálatában álló Bornemisza ekkor Erdélybe költözött, és Csáky Mihály kancellár környezetében élt. Egyike volt annak a tizennégy politikusnak, akiket Kara Ahmed pasa Fráter György meggyilkolása után felszólított, hogy János Zsigmondot segítve a német csapatok ellen harcoljanak.
1552-ben Hagymási Kristóf, Kendy Antal és Patócsy Boldizsár mellett egyike volt az Izabella királyné és János Zsigmond visszatérését előmozdítóknak. Amíg az erdélyi rendek Marosvásárhelyen üléseztek, Dobó István, a Ferdinánd által kinevezett erdélyi vajda körbezárta a várost. A rendek Bornemisza Farkast küldték Petrovics Péterhez erősítésért. Mivel a felmentő sereg nem érkezett meg, az erdélyi rendek visszatértek Ferdinánd oldalára, Bornemisza Farkas azonban visszahúzódott bethleni várába. Dobó két hónapi ostroma után a várat feladták, Bornemisza pedig – Ferdinánd engedélyével – Lengyelországba távozott. Izabella lengyelországi udvarában nem tudott megfelelő pozícióra szert tenni, így Nádasdy Tamáshoz fordult segítségért. Nádasdy segítségével visszakapta elkobzott birtokait, és 1554-ben visszatért Erdélybe.
1562-ben Csáky Mihály kancellár a budai pasához küldte követségbe, hogy hadi segítséget kérjen az áruló Balassa Menyhért ellen. 1563-tól Fehér vármegye főispánja lett. Feltehetőleg 1564-től volt az erdélyi fejedelmi tanács tagja. 1565–1566-ban Dés parancsnokaként és Belső-Szolnok vármegye főispánjaként is említették. A béke pártján állt, a Habsburgokkal való kiegyezést is pártolta. 1566. július 1-jén egyike volt annak a tizenkét főúrnak, akik elkísérték János Zsigmondot a Szulejmánnal való tárgyalásra a szultánnak a zimonyi táborban levő sátrába.
1567-ben János Zsigmond halála után ő volt az egyike a négy személynek, akiket az erdélyi rendek a fejedelem végrendeletének végrehajtásával bíztak meg a fejedelem által kiválasztott négy végrehajtó mellé. Nem kötelezte el magát sem Báthory István, sem Bekes Gáspár mellett.
A reformáció helvét ágának híveként támogatta Méliusz Juhász Péter egyik prédikációgyűjteményének, illetve Torkos János verses bibliai históriájának kinyomtatását. Az 1560-as évek végén már Dávid Ferenc Szentháromság-tagadó irányzatához tartozott.

## Családja
Szüleiről nincsenek adataink, első feleségéről szintén nem maradt fenn adat. Három gyermeke (Boldizsár, János, Pál) az első házasságából született. Második felesége Patócsy Gáspár özvegye, Forgách Magdolna volt; ezzel a házassággal jelentős anyagi és politikai előnyökhöz jutott.